# Красный Берег (станция)
Красный Берег (бел. Красны Бераг, Чырвоны Бераг) — электрифицированная железнодорожная станция в населённым пункте Красный Берег Жлобинского района Гомельской области.

## История станции
Год открытия станции 1873. 
Станция Красный Берег была большим разъездом для грузовых и пассажирских поездов. 
Маневрирующим локомотивом на станции был мотовоз. В 1978 году на участке железной дороги от Бобруйска до Гомеля было принято решение проложить второй железнодорожный путь. Пакгауз, который мешал прокладке дополнительного пятого пути, в 1979 году разобрали и увезли в неизвестном направлении. Исчезли ещё два склада, водонапорная башня, второй железнодорожный переезд.

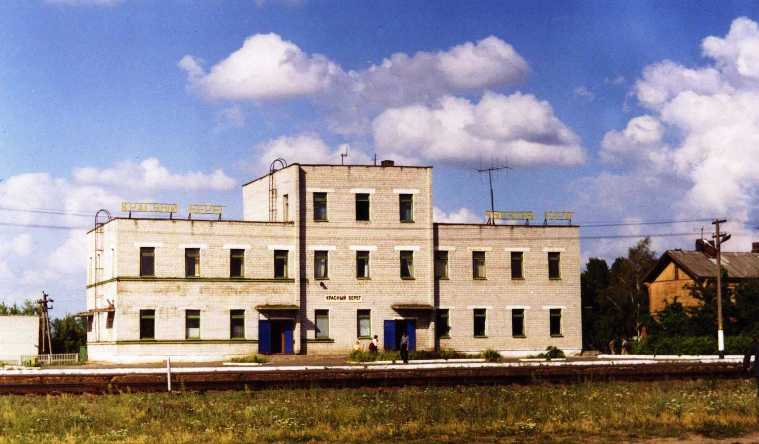
Вокзал Красный Берег в 2003 году

Деревянный железнодорожный вокзал постройки 1873 года, который видел проезд великого императора Николая I, всероссийского старосты М. И. Калинина да и много других великих людей, через 115 лет был разобран. Вместо его появился новый оригинальный железнодорожный вокзал, который начал разваливаться через пару десятков лет.
В 2005 году произошла реконструкция и появился новый вариант вокзала.

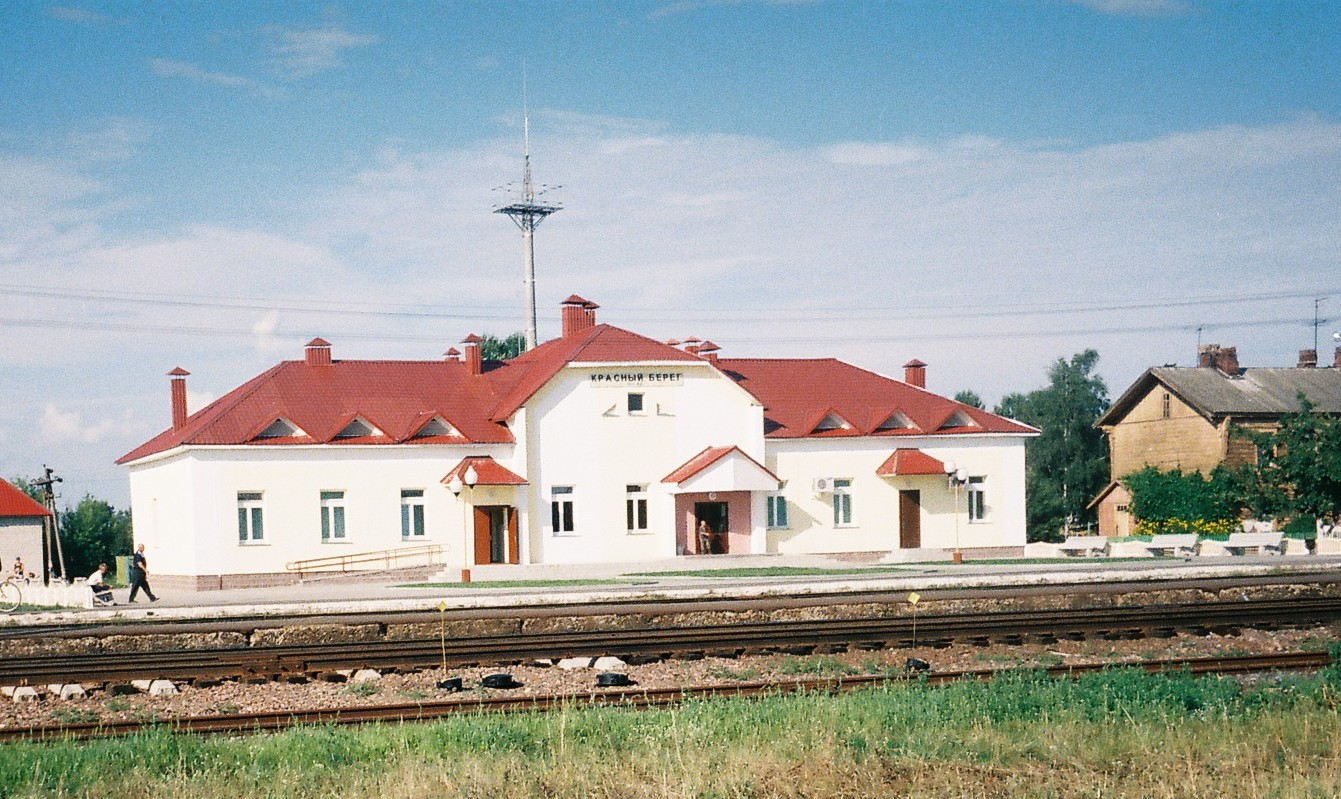
Вокзал Красный Берег в 2005 году

Рядом с железнодорожной станцией «Красный Берег» (в 20 метрах) сохранилось здание 1872 года (по свидетельствам очевидцев, закладной брус с датой был виден при ремонте дома в 1955 году), возведённое для нужд работников и хозяйства станции.

## Мемориальная доска

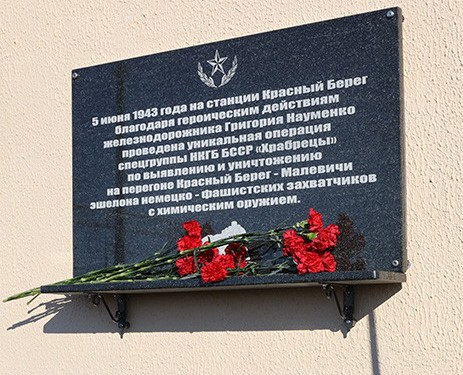

На здании вокзала 19.02.2021 года открыли мемориальную доску в честь уникальной операции, проведенной в годы Великой Отечественной войны.